# Justicia ensiflora
Justicia ensiflora är en akantusväxtart som först beskrevs av Standley, och fick sitt nu gällande namn av D.N. Gibson. Justicia ensiflora ingår i släktet Justicia och familjen akantusväxter. Inga underarter finns listade i Catalogue of Life.